# My Style Rocks
My Style Rocks ist eine deutsche Castingshow, die auf dem Sender Sport1 seit Oktober 2024 ausgestrahlt wird. In der Sendung präsentieren Kandidatinnen Outfits, die von der Jury und Mitbewerbern bewertet werden. Gedreht wird in Istanbul. Bis 19. Mai 2025 wurde die Sendung von Gülcan Kamps moderiert, danach übernahm Verena Kerth als Urlaubsvertretung. Seit dem 9. Juni 2025 ist Wilma Elles die neue Moderatorin.

## Konzept
Jeden Tag müssen die Teilnehmerinnen Outfits zu einem bestimmten Motto zusammenstellen. In der Show werden die Outfits nacheinander vorgestellt und die Kandidatinnen erläutern anschließend ihre Wahl und ihre Inspirationen. Daraufhin vergeben die Konkurrentinnen Punkte für das Outfit. Die Punktevergabe richtet sich nach einer Skala von 1 bis 5 Punkten, wobei 5 Punkte die Höchstwertung darstellt. Infolgedessen gibt ebenfalls die Jury ihr Votum nach derselben Punkteskala ab. Dabei zählen die durchschnittlich vergebenen Punkte der Konkurrentinnen genauso viel wie die vergebenen Punkte eines Jurymitglieds.
Am Ende der Woche erhält die Kandidatin mit der höchsten Punktzahl den Wochenpreis in Höhe von 1.500 Euro. Die drei Kandidatinnen mit den niedrigsten Gesamtpunktzahlen landen in der „Danger Zone“. Zunächst stimmen die Mitbewerberinnen ab, indem sie den Namen einer Kandidatin aufschreiben. Die Kandidatin mit den meisten Stimmen bleibt im Wettbewerb. Anschließend entscheidet die Jury über die verbleibenden Kandidatinnen, wobei jedes Jurymitglied eine Kandidatin nominiert. Die Kandidatin mit den meisten Jury-Stimmen scheidet aus. Bei einem Unentschieden versucht die Jury, eine gemeinsame Entscheidung zu treffen. In der darauffolgenden Woche kommt eine neue Kandidatin hinzu.
Die Folgen werden auf Sport1 ausgestrahlt und am nächsten Tag auf dem YouTube-Kanal der Sendung sowie der eigenen Streaming-Plattform Show1.tv und in der eigenen Show1-App veröffentlicht.

## Staffeln

### Übersicht
| Staffel | Premiere         | Finale           | Folgenanzahl 1 | Gewinnerin       | Moderation                                                                     | Jury                  | Jury             | Jury             | Jury                            |
| ------- | ---------------- | ---------------- | -------------- | ---------------- | ------------------------------------------------------------------------------ | --------------------- | ---------------- | ---------------- | ------------------------------- |
| 1       | 15. Oktober 2024 | 27. Februar 2025 | 86             | Theresia Fischer | Gülcan Kamps                                                                   | Andreas Wendt         | Harald Glööckler | Sandra Bauknecht | Larissa Marolt                  |
| 2       | 3. März 2025     | 2. August 2025   | 125            | keine Gewinnerin | Gülcan Kamps (Folge 1–62) Verena Kerth (Folge 63–80) Wilma Elles (ab Folge 81) | Natascha Ochsenknecht | Harald Glööckler | Sandra Bauknecht | Larissa Marolt (bis Folge 80) 2 |

### Staffel 1
Die regulären Folgen der ersten Staffel wurden zwischen dem 15. Oktober und dem 13. Dezember 2024 in der Regel montags bis freitags um 16:45 Uhr auf Sport1 ausgestrahlt. Vom 6. Januar 2025 bis zum 27. Februar 2025 wurden die restlichen Folgen gesendet. Neben den Episoden von Montag bis Freitag wurde seitdem auch sonntags eine Folge mit dem Motto Gala gezeigt.
In der Schweiz lief sie ab dem 15. Oktober zunächst gegen 17:00 Uhr auf 3 Plus TV. Mit Folge 10 wurde die Show auf den 12:00 Uhr Sendeplatz verlegt, ehe sie mit Folge 35 am 7. Dezember 2024 abgesetzt wurde.
In einigen Ausgaben wurde die Jury durch eine weitere Jurorin ergänzt. Als zusätzliches Jurymitglied fungierten Pia-Sophie Remmel, Janina Kirsch, Natascha Ochsenknecht, Galia Brener-Rexroth und Verena Kerth. Insgesamt hatte die erste Staffel 86 reguläre Folgen, 14 Folgen der Wildcard Challenge und vier Spezialausgaben.
Gewinnerin der Staffel wurde Theresia Fischer, sie erhielt einen Preis von 20.000 Euro. Andreas Wendt hörte nach der ersten Staffel als Juror auf.
Kandidatinnen
| Teilnehmerin                | Alter bei Erstauftritt | Teilnahme ab  | Teilnahme bis | Wochensiege             | Ergebnis                                      |
| --------------------------- | ---------------------- | ------------- | ------------- | ----------------------- | --------------------------------------------- |
| Theresia Fischer            | 32                     | Staffelbeginn | Finale        | 4 (Woche 4, 12, 14, 15) | Gewinnerin                                    |
| Patrizia Scaglioso Visconte | 39                     | Folge 26      | Finale        | 1 (Woche 9)             | Platz 2                                       |
| Mariama Bah                 | 22                     | Folge 41      | Finale        | 1 (Woche 11)            | Platz 3                                       |
| Kim Kailani                 | 24                     | Staffelbeginn | Finale        | 1 (Woche 13)            | Platz 4                                       |
| Chanelle Wyrsch             | 28                     | Folge 41      | Finale        |                         | Platz 5                                       |
| Vanja Rasova                | 35                     | Folge 59      | Finale        |                         | Platz 6                                       |
| Samira Diasso               | 24                     | Folge 6       | Finale        | 1 (Woche 3)             | ausgeschieden                                 |
| Darlene Fox                 | 27                     | Folge 53      | Finale        |                         | ausgeschieden                                 |
| Michelle Monballijin        | 45                     | Staffelbeginn | Folge 85      | 1 (Woche 10)            | ausgeschieden                                 |
| Lovepreet Chouha            | 31                     | Folge 71      | Folge 76      |                         | ausgeschieden                                 |
| Tina Dorostkar              | 21                     | Folge 65      | Folge 68      |                         | auf eigenen Wunsch hin ausgeschieden          |
| Selina Rommel               | 29                     | Folge 47      | Folge 64      |                         | ausgeschieden                                 |
| Arielle Rippegather         | 33                     | Staffelbeginn | Folge 58      | 3 (Woche 6, 7, 8)       | ausgeschieden                                 |
| Greta Barthel               | 25                     | Staffelbeginn | Folge 52      |                         | ausgeschieden                                 |
| Mimi Gwozdz                 | 30                     | Staffelbeginn | Folge 46      |                         | auf eigenen Wunsch hin ausgeschieden          |
| Aneta Sablik                | 35                     | Staffelbeginn | Folge 46      | 1 (Woche 5)             | ausgeschieden                                 |
| Drew Van K.                 | 35                     | Folge 31      | Folge 46      |                         | auf eigenen Wunsch hin ausgeschieden          |
| Bea Peters                  | 42                     | Folge 36      | Folge 40      |                         | ausgeschieden                                 |
| Lisa Klemp                  | 33                     | Folge 16      | Folge 35      |                         | ausgeschieden                                 |
| Christina Grass             | 36                     | Staffelbeginn | Folge 30      | 2 (Woche 1, 2)          | auf eigenen Wunsch hin ausgeschieden          |
| Annelie Henze               | 27                     | Folge 21      | Folge 30      |                         | ausgeschieden                                 |
| Gloria Glumac               | 32                     | Staffelbeginn | Folge 20      |                         | krankheitsbedingt ausgeschieden nach Folge 25 |
| Jessica Fiorini             | 28                     | Staffelbeginn | Folge 20      |                         | ausgeschieden                                 |
| Tatum Koch                  | 26                     | Folge 11      | Folge 15      |                         | ausgeschieden                                 |
| Rina Tavares                | 22                     | Staffelbeginn | Folge 10      |                         | ausgeschieden                                 |
| Maxime Ocasek               | 21                     | Staffelbeginn | Folge 5       |                         | ausgeschieden                                 |

Spezialausgaben
Zwischen dem 24. Dezember und dem 31. Dezember 2024 wurden vier Spezialausgaben mit den Kandidatinnen der ersten Staffel gesendet: drei Christmas Specials mit den Mottos Avantgarde, Weihnachten und Oriental Night sowie ein Silvester Special.
Zudem wurden zwischen dem 17. Dezember 2024 und dem 3. Januar 2025 vierzehn Ausgaben der Wildcard Challenge mit teilweise neuen Kandidatinnen gezeigt, bei der der Gewinn eine Qualifikation für die reguläre Show war. Mariama Bah und Chanelle Wyrsch konnten sich durchsetzen und wurden Teil der regulären Sendung.

### Staffel 2
Die Ausstrahlung der zweiten Staffel der Sendung begann am 3. März 2025 und endete mit der 125. Folge am 2. August 2025. Sie wurde montags bis freitags ab 16:45 Uhr bzw. 17:00 Uhr sowie sonntags ab 17:30 Uhr ausgestrahlt. Manche Folgen wurden auch samstags ausgestrahlt. Ab dem 7. April wurde montags keine Folge mehr gesendet, womit statt sechs nur noch fünf Folgen pro Woche ausgestrahlt wurden.
In der Jury ersetzte Natascha Ochsenknecht, die zuvor bereits als Gastjurorin auftrat, Andreas Wendt. Gülcan Kamps moderierte die ersten 62 Folgen der Staffel, bevor sie auf eigenen Wunsch hin ausstieg. Von Folge 63 bis 80 war Verena Kerth Moderatorin. Von Folge 81 bis zur letzten Folge war Wilma Elles die Moderation.
Larissa Marolt beendete ihre Tätigkeit in der Jury nach Folge 80 auf eigenen Wunsch. Von Folge 81 bis 86 fungierte Lilly Becker eine Woche als Gastjurorin, danach gab es keinen vierten Juror mehr.
Eine Gesamtsiegerin gab es in der Staffel nicht, auch ein Halbfinale und Finale wie in Staffel 1 fand nicht statt.
Kandidatinnen
| Teilnehmerin              | Alter bei Erstauftritt | Teilnahme ab  | Teilnahme bis | Wochensiege              | Ergebnis                             |
| ------------------------- | ---------------------- | ------------- | ------------- | ------------------------ | ------------------------------------ |
| Elvira Michieva           | 37                     | Folge 108     | Folge 125     |                          | bis zur letzten Folge dabei          |
| „Emma“ Amelie Sperlich    | 30                     | Folge 104     | Folge 125     |                          | bis zur letzten Folge dabei          |
| Somajia Ali               | 23                     | Folge 98      | Folge 125     | 2 (Woche 19, 22)         | bis zur letzten Folge dabei          |
| Anita Kavila Wiener       | 48                     | Folge 75      | Folge 125     | 2 (Woche 16, 18)         | bis zur letzten Folge dabei          |
| Simonda Pacolli           | 18                     | Folge 63      | Folge 125     | 1 (Woche 21)             | bis zur letzten Folge dabei          |
| Christell Milissa         | 24                     | Folge 31      | Folge 125     | 3 (Woche 12, 15, 20)     | bis zur letzten Folge dabei          |
| Vanessa Caka              | 34                     | Folge 93      | Folge 125     |                          | ausgeschieden                        |
| Pera Jacobus              | 28                     | Folge 92      | Folge 125     |                          | disqualifiziert                      |
| Celia Shia                | 28                     | Folge 114     | Folge 119     |                          | ausgeschieden                        |
| Tina Laszlo               | 43                     | Folge 87      | Folge 113     |                          | ausgeschieden                        |
| Selina Meral              | 34                     | Folge 104     | Folge 110     |                          | disqualifiziert                      |
| Jessica Zemer             | 24                     | Staffelbeginn | Folge 103     |                          | auf eigenen Wunsch hin ausgeschieden |
| Anna Kanetidou            | 35                     | Folge 31      | Folge 103     | 4 (Woche 10, 13, 14, 17) | auf eigenen Wunsch hin ausgeschieden |
| Jessica „Jessi“ Mechergui | 38                     | Folge 81      | Folge 103     |                          | ausgeschieden                        |
| Iclal Demir               | 18                     | Staffelbeginn | Folge 97      | 2 (Woche 7, 11)          | ausgeschieden                        |
| Nicoletta Eleftheriadis   | 22                     | Staffelbeginn | Folge 91      | 1 (Woche 9)              | ausgeschieden                        |
| Nasrin Eileen Rapp        | 33                     | Folge 81      | Folge 86      |                          | ausgeschieden                        |
| Nathalie Gaus             | 34                     | Staffelbeginn | Folge 80      | 3 (Woche 1, 2, 5)        | auf eigenen Wunsch hin ausgeschieden |
| Diana Dusanic             | 27                     | Folge 69      | Folge 80      |                          | auf eigenen Wunsch hin ausgeschieden |
| Milela Ganbarova          | 26                     | Folge 57      | Folge 80      |                          | ausgeschieden                        |
| Jade Übach                | 30                     | Folge 47      | Folge 74      |                          | auf eigenen Wunsch hin ausgeschieden |
| Niktaria „Nicki“ Pistola  | 42                     | Folge 52      | Folge 68      |                          | ausgeschieden                        |
| Sophia Kade               | 28                     | Staffelbeginn | Folge 62      |                          | ausgeschieden                        |
| Daniela Schmid            | 28                     | Folge 52      | Folge 56      |                          | ausgeschieden                        |
| Amy Kingz                 | 27                     | Staffelbeginn | Folge 51      | 2 (Woche 6, 8)           | auf eigenen Wunsch hin ausgeschieden |
| Nercy                     | 30                     | Folge 42      | Folge 51      |                          | ausgeschieden                        |
| Mandy                     | 32                     | Folge 31      | Folge 46      |                          | ausgeschieden                        |
| Nicole Menasyan           | 27                     | Folge 37      | Folge 41      |                          | ausgeschieden                        |
| Hélène Charpentier        | 21                     | Folge 25      | Folge 36      |                          | ausgeschieden                        |
| Vanessa Wunderlich        | 28                     | Folge 13      | Folge 30      |                          | ausgeschieden                        |
| Lily Lee                  | 26                     | Folge 13      | Folge 30      | 2 (Woche 3, 4)           | auf eigenen Wunsch hin ausgeschieden |
| Walentina Doronina        | 24                     | Folge 19      | Folge 24      |                          | auf eigenen Wunsch hin ausgeschieden |
| Renée Inci                | 43                     | Staffelbeginn | Folge 18      |                          | auf eigenen Wunsch hin ausgeschieden |
| Timja Bilali              | 40                     | Staffelbeginn | Folge 13      |                          | auf eigenen Wunsch hin ausgeschieden |
| Deniz Kosek               | 34                     | Staffelbeginn | Folge 12      |                          | ausgeschieden                        |
| Larisa                    | 18                     | Staffelbeginn | Folge 6       |                          | ausgeschieden                        |

### Staffel 3
Im August 2025 kündigte der Sender eine weitere Staffel von My Style Rocks nach der Sommerpause an.

## Quoten
In der ersten Woche der Ausstrahlung erreichte die Sendung Marktanteile zwischen 0,0 % und 0,2 %. Im gesamten Februar 2025 erzielte die Show 0,6 % Marktanteile in der Gruppe der 14- bis 49-Jährigen. Einzelne Ausschnitte der ersten Staffel erhielten auf YouTube, Instagram und TikTok mehrere Millionen Aufrufe.
Auch die zweite Staffel startete mit schlechten Quoten. Mit 30.000 Zuschauern erreichte die erste Folge am 3. März 2025 einen Marktanteil von 0,4 % in der Gruppe der 14- bis 49-Jährigen. Am 19. Mai 2025 erreichte die Sendung mit 30.000 Zuschauern einen Marktanteil von 1,5 %, einen Tag später wurde ein Marktanteil 0,0 % gemessen. In der Spitze kam die Sendung in der zweiten Staffel bisher auf 40.000 Zuschauer. Immer wieder wies die AGF für die Sendung eine Reichweite in Höhe von 0,00 Millionen aus. Im Staffelschnitt sahen lediglich rund 20.000 Menschen zu.
Im Juni 2025 erzielte Sport1 die schlechtesten Quoten seit mindestens zwölf Jahren.

## Kritik und Rezeption
Deutsche Medien übten Kritik an dem Format, so schrieb desired.de von einer „Horror-Jury“, bei der „gemeine Kommentare, Beleidigungen und heftige Ausraster“ an der Tagesordnung stünden. Fernsehserien.de listet die Sendung unter den größten TV-Flops 2024. Das Magazin Stylebook schreibt, die Sendung erinnere an „Mobbing aus der Schule“ und die Jury nutze ihre Position aus, um „unverblümt all ihren Frust zu entladen“. Gleichzeitig wurde Moderatorin Kamps gelobt als einzige, die es schaffe, „ein bisschen Wärme in dieses Format zu bringen“.
Insbesondere Juror Harald Glööckler stand nach mehreren Ausrastern in der Sendung medial in der Kritik. Einzelne Ausschnitte davon wurden zum Meme und auf TikTok millionenfach geteilt. Auch Stefan Raab griff in dessen Show Du gewinnst hier nicht die Million Auftritte von ihm in Einspielern auf und verarbeitete diese satirisch. Gegenstand der Satire war dabei vor allem das in Teilen cholerisch wirkende Auftreten Glööcklers. Im März 2025 wurde er von Raab als Gast in die Show eingeladen.
Sport1 verteidigte das Format gegen Kritik mit dem Hinweis, die bewusst polarisierenden Aussagen der Jury gehörten zum Konzept. My Style Rocks sei ein „international bereits bewährtes Format“, das nur den Anfang darstellen soll, den „Bereich Entertainment weiter auszubauen und neue Inhalte schrittweise im deutschen TV zu etablieren“.

## Internationale Versionen
My Style Rocks wurde erstmals 2014 in der Türkei unter dem Titel İşte Benim Stilim auf dem Sender TV8 ausgestrahlt. Die Sendung dort wurde 2015 wegen Verstößen gegen die Menschenwürde mit einer Geldstrafe belegt. 2017 endete die Ausstrahlung, vom 31. März 2025 bis zum Finale am 13. Juli 2025 wurde eine neue Staffel mit 89 Folgen gezeigt.
In Rumänien wurden von 2016 bis 2023 mehr als 800 Folgen in 8 Staffeln unter dem Titel Bravo, ai stil! auf Kanal D gesendet.
Der Sender Skai TV strahlt die griechische Ausgabe von My Style Rocks seit 2017 aus. Bis heute sind mehr als 700 Episoden in 8 Staffeln produziert worden.